# 헝가리 왕국 (1526년~1867년)
합스부르크 헝가리(헝가리어: Magyar Királyság 머저르 키라이샤그[*])는 1526년부터 1867년까지 존재했던 신성 로마 제국의 외부 영토였지만 합스부르크 제국의 영토이자 1804년 이후부터는 오스트리아 제국이 계승한 헝가리 왕국이다. 1526년 모하치 전투 이후 이 영토는 서포여이 야노시와 신성 로마 제국 황제인 페르디난트 1세가 공동으로 통치하게 되었다. 초기에 합스부르크의 통치 하에 있던 영토는 두 왕 모두가 왕국 전체의 영유권을 주장했기 때문에 논란이 되었다. 이것은 서포여이 야노시 지그몬드가 막시밀리안 2세에 의해 헝가리 왕위를 내준 이후 합스부르크 가문이 헝가리를 통치하면서 끝나게 되었다. 1867년 오스트리아-헝가리이 수립될 때까지 300년 간 지속되었다.
초기 단계에 합스부르크 헝가리 왕들이 다스리던 영토는 "헝가리 왕국"과 "왕령 헝가리"라는 두 개의 명칭으로 불렸다. 왕령 헝가리는 오스만 제국의 점령 이후 공식적인 전통의 지속의 상징이었는데, 이것은 왕령 헝가리가 오스만령 헝가리와는 달리 고유 전통을 유지할 수 있었기 때문이다. 그러나 사실상 그 국가는 합스부르크의 한 지역에 불과했다. 헝가리 귀족들은 비엔나 정부에 헝가리가 합스부르크 영토의 특별한 지역인 것과 그들의 특별한 자치 법으로 다스려지는 것을 승인하게 했다. 그럼에도 불구하고 헝가리의 역사지질학은 헝가리의 관심의 진전을 낳게 한 중세 헝가리 왕국의 연장선에 있는 트란실바니아에 위치해 있었다. 대튀르크 전쟁의 종결을 알리는 카를로비츠 조약이 1699년 체결된 이후, 오스만 제국은 대부분의 오스만령 헝가리를 신성 로마 제국에 할양했다. 이 새로운 영토는 기존의 헝가리 왕국의 영토에 편입되었으나 프레스부르크의 공작이 실질적으로 이 영토를 지배했다. 라코치의 독립 전쟁과 1848년 헝가리 혁명이 이 지역의 주요한 헝가리 반란이며, 1867년 이 왕국은 오스트리아와 공동 왕국의 형태로 정치 방식을 바꾸었다.

## 왕령 헝가리

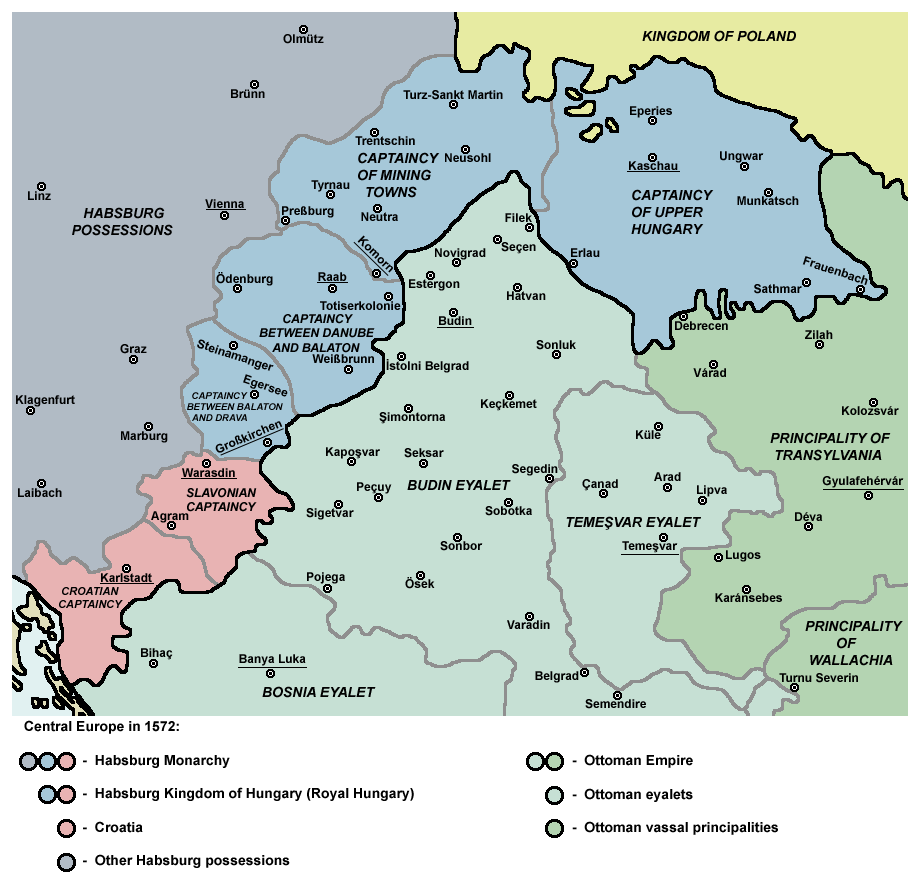
1572년경 헝가리 왕국
분홍색은 크로아티아
초록색은 오스만 제국이 점령한 헝가리 영토

왕령 헝가리 (1526–1699)는 중세 헝가리 왕국 중 합스부르크 가문이 헝가리의 왕으로 인정받는 지역의 이름이었다. 오스만 제국과의 전쟁 중 1526년 모하치 전투가 신성 로마 제국의 승리로 끝나면서 신성 로마 제국은 오스만 제국과 헝가리 왕국을 양분했다. 일시적인 분할이 적대적인 두 세력, 서포여이 야노시와 신성 로마 제국 황제인 페르디난트 1세에 의해 1538년에 너지바러드 조약을 통해 이루어졌으며 합스부르크가 북서쪽의 헝가리를 점령한 이후 오늘날의 브라티슬라바를 수도로 삼았다. 요한 1세는 동부 헝가리 왕국이라 알려진 헝가리 동부를 차지했다. 합스부르크 왕조는 오스만 제국과의 전쟁 기간 동안 헝가리의 경제적 이익이 필요했다. 오스만 제국광의 전쟁 기간 동안 옛 헝가리 왕국의 영토는 70% 이상이 오스만 제국에게 빼앗겼지만, 16세기 말까지도 헝가리의 경제는 보헤미아 왕국, 합스부르크 군주국에 비해 튼튼했다.
오늘날의 슬로바키아 영토 및 트란스다뉴브가 이 영토의 일부로 받아들여졌으며, 북동 헝가리는 왕령 헝가리와 트란실바니아 공국 사이의 지역으로 바뀌었다. 중세 헝가리 왕국의 중심 지역은 오스만 제국에 의해 병합되어 약 150년간 오스만 제국의 통치를 받았다. 1570년, 합스부르크 가문과 적대적이었던 서포여이 야노시 지그몬드가 헝가리의 왕위를 막시밀리안 2세의 호의에 따라 양보했으며, 이는 스페이어 조약에 의해 명문화되었다. 왕령 헝가리라는 용어는 1699년 논란에 휩싸였으며, 합스부르크 왕들은 새롭게 확장된 국가를 더욱 공식적인 용어인 헝가리 왕국으로 언급했다.